# Rio Duruitoarea
O Rio Duruitoarea é um rio da Romênia, afluente do Camenca, localizado no distrito de Bacău.